# فاليري جونز
فاليري جونز (بالإنجليزية: Valerie Jones)‏ (و. 1976  م) هي متزلجة فنية كندية.